# Alugha
Alugha com sede em Mannheim (Alemanha) é o único portal de vídeo aberto da Alemanha e a primeira Serviço de armazenamento de vídeos multilinguis baseada na nuvem, na qual os vídeos online podem ser convertidos em formatos multilingues.

## História
Alugha GmbH foi fundada em 2014 pela família de Bernd Korz e pelo Presidente do Conselho de Administração da Duravit e accionista do grupo Röchling, Gregor Greinert. O início da Alugha (árabe "A" e swahili "lugha") remonta ao ano de 2012. Nessa altura, Korz tinha um canal no YouTube no qual publicava vídeos tutoriais sobre como remodelar uma quinta e mais tarde vídeos sobre temas informáticos. Com o aumento da demanda por vídeos multilingues, Korz decidiu utilizar legendas, já que nenhum portal de vídeo oferecia a opção de mudar a língua enquanto se assistia ao vídeo. Mas essa solução não foi óptima e ele teve a ideia de implementar a opção de mudar a língua enquanto o vídeo está a ser reproduzido. Uma vez que o desenvolvimento de um protótipo teria custado 800.000 euros, o filho de Korz, que tinha então 15 anos, Niklas, desenvolveu o protótipo. Em Março de 2015, a Alugha lançou a primeira versão da plataforma.

## Prémios
- Innovation Hub Tata Communications (em colaboração com PGA European Tour), Vencedor 2020[8][9]